# Тульский государственный университет
Ту́льский госуда́рственный университе́т (ФГБОУ ВО «ТулГУ», полное наименование – Федеральное государственное бюджетное образовательное учреждение высшего образования «Ту́льский госуда́рственный университе́т») –  высшее учебное заведение в Тульской области. Один из крупнейших государственных университетов Центрального федерального округа. Основан в 1930 году.

## Общая информация
Тульский государственный университет – один из крупнейших вузов России, привлекающий студентов как из различных субъектов РФ, так и из других государств: здесь обучаются около 20000 человек и среди них – более 1200 студентов из 70 стран мира.
ТулГУ является опорным вузом региона. Это единственный вуз Тульской области, который осуществляет подготовку кадров высшей квалификации для ОПК и для системы здравоохранения России. Обучение в университете проводится по 49 направлениям подготовки бакалавриата, 38 направлениям подготовки магистратуры, 14 специальностям специалитета, 59 направлениям и научным специальностям аспирантуры, 24 специальностям ординатуры и 12 специальностям СПО. ТулГУ осуществляет многопрофильную непрерывную подготовку специалистов всех уровней в области инженерного, математического, естественно-научного, медицинского, экономического, юридического и гуманитарного образования.
В рамках университета функционирует Военный учебный центр имени Тульского рабочего полка.
ТулГУ является участником программы «Приоритет 2030», реализует проекты «Передовые инженерные школы», «Цифровые кафедры», «Профессионалитет». В вузе создана система дополнительного профессионального образования: в состав ТулГУ входят Центр повышения квалификации и переподготовки и Центр дистанционного образования «Интернет-институт».
Развиваются молодежные научные лаборатории, осуществляется грантовая поддержка исследований, создаются программы академической мобильности и стажировок; функционирует Стартап-студия для поддержки студенческого предпринимательства. Широкий спектр услуг по содействию трудоустройству оказывает Студия карьеры.

## История
Тульский механический институт создан в 1930 году по Постановлению Совета Труда и Обороны СССР. В первые годы в институте было 35 преподавателей и 240 студентов, которые учились по четырём специальностям: холодная и горячая обработка металлов, инструментальное производство и станкостроение.
B 1931 году были организованы кафедры: деталей машин, подъемно-транспортных устройств и сопротивления материалов, режущего инструмента, теплотехники и гидравлики, холодной обработки металлов, станков. В 1934—1935 гг. первые дипломы инженеров получили около 170 человек.
В 1936 году институт перешёл в ведение Наркомата оборонной промышленности. Организовывались механический и специальный факультеты, открылась оружейно-пулеметная специальность, создавались кафедры автоматических машин и патронно-гильзового производства.
В 1941 году на фронт ушли сотни студентов и преподавателей. Осенью 1941 года институт был эвакуирован в Ижевск, где влился в состав Московского механико-машиностроительного института. 10 апреля 1942 года возобновились занятия. В декабре 1943 года состоялся первый выпуск специалистов военного времени — 35 человек.
С мая 1946 года институт перешёл в подчинение Министерства образования СССР. B 1954 году были созданы механико-машиностроительный и вечерний факультеты.
В. Л. Давыдов — первый декан вечернего машиностроительного факультета.
Факультет был образован в 1954 году на базе вечернего отделения ТМИ.
В 1963 году путём объединения Тульского механического института и Тульского горного института был создан Тульский политехнический институт (ТПИ), в состав которого входили 9 факультетов, 10 отраслевых научно-исследовательских лабораторий. Был создан факультет профессиональной подготовки, или технический колледж, дающий среднее профессиональное образование. В 1982—1989 гг. были открыты 36 филиалов кафедр института. В 1990 году обучение осуществлялось по 34 специальностям, из которых 91,2 % составляли технические. В 1965 году был создан учебно-методический совет, в 1971 году — научно-исследовательская лаборатория по проблемам высшего образования (НИЛВО) во главе с Н. П. Юрмановой. В 1963 году создана первая Отраслевая научно-исследовательская лаборатория вычислительной техники (ОНИЛ-1), научный руководитель Л. П. Стрельников, за последующие 23 года были созданы 11 таких лабораторий.
В 1985 году создан факультет общественных наук, в 1991 году — Центр социально-гуманитарного образования.
В 1989 году Золотой медали Лейпцигской ярмарки удостоена работа ученых кафедры технологии штамповочного производства под руководством А. К. Евдокимова.
Научные школы, их основатели и лидеры:
- Теплофизика и теплодинамика (М. А. Мамонтов, М. П. Кузьмин, Н. П. Юрманова, М. Ю. Елагин, М. В. Маливанов и др.);
- Автоматизация производственных процессов (В. Ф. Прейс, Л. Н. Кошкин, И. А. Клусов, Н. А. Усенко);
- Механика (Л. А. Толоконников, А. А. Маркин, Н. М. Матченко и др.);
- Электрохимические и электродинамические методы обработки (Ф. В. Седыкин, В. В. Любимов);
- Горное машиностроение (М. И. Слободкин, В. А. Бреннер);
- Аэрология, охрана труда и окружающей среды (Л. И. Быков, Э. М. Соколов);
- Технология машиностроения (И. А. Коганов, А. С. Ямников, С. А. Васин);
- Металловедение (И. А. Миркин, М. А. Криштал, С. А. Головин);
- Обработка металлов резанием (В. Ф. Бобров, С. И. Лашнев, С. С. Петрухин);
- Обработка металлов давлением (Е. А. Попов, И. П. Ренне, С. П. Яковлев);
- Теория динамических систем и процессов управления (Б. М. Подчуфаров, H.B. Фалдин).

В 1975 году открылся Музей боевой и трудовой славы института.
Кафедра физического воспитания и спорта руководит работой спортклуба. В 1975—1980 гг. 17 студентам присвоено звание мастера спорта СССР, ещё 17 стали кандидатами в мастера спорта СССР. В 1990—1991 гг. подготовлены 2 мастера международного класса, один мастер спорта и 29 кандидатов в мастера спорта и спортсменов первого разряда. В 1965 году волейбольная команда добилась права выступать в классе «А» первенства СССР. Среди выпускников института — гроссмейстер В. Абаулин (шашки); М. Ляшенко (художественная гимнастика) и др.
На факультетах действуют коллективы и кружки — литературный театр, вокально-инструментальные ансамбли, студенческий театр эстрадных миниатюр, вокальные и хоровые коллективы, клубы-дискотеки.
С 1963 по 1992 г. в строй вступили четыре учебных корпуса, здания новых лабораторий и хозпостроек, 9 общежитий для студентов, ряд жилых домов для преподавателей и сотрудников. В 1967 году открылась поликлиника ТПИ, в 1982 году — детский комбинат на 280 мест. В 1980 году институт был награждён орденом Трудового Красного Знамени.
В 1992 году был преобразован в Тульский государственный технический университет. В 1992—1995 г. были заложены основы качественно нового развития университета. В 1992 году началось сотрудничество кафедры «Производство машин и аппаратов» с Хальским университетом (Англия). С 1994 года эта же кафедра сотрудничала с лабораторией Райта-Патерсона (США). В 1994 году был создан предшественник естественно-научного факультета — факультет фундаментальной подготовки. В 1994 году открывается аспирантура по социологии и политологии, в 1995 году — по философии. В 1994 году открылся медицинский факультет.
В 1995 году преобразован в Тульский государственный университет.
В 2017 году Тульский государственный университет вошел в число региональных опорных вузов.
С 2022 года ТулГУ — участник программы повышения конкурентоспособности российских вузов «Приоритет-2030» (Национальный проект «Наука и университеты»); с 2023 — Федерального проекта «Передовые инженерные школы».

## Структура
В состав Тульского государственного университета входят:
| Институт                                                   | Кафедры и лаборатории | Адрес                               |
| Институт высокоточных систем им. В. П. Грязева             | Газовая динамика Приборы и биотехнические системы Приборы управления Проектирование автоматизированных комплексов Проектирование и производство стрелково-пушечного вооружения Радиоэлектроника Ракетное вооружение Системы автоматического управления Тренажерные системы и комплексы Электротехника и электрооборудование Электроэнергетика Отраслевая научно-исследовательская лаборатория систем автоматического управления Лаборатория прототипирования электронный устройств Специализированная лаборатория оптико-электронных систем (на базе АО «Конструкторское бюро приборотроения им. Академика А.Г. Шипунова») Специализированная лаборатория микропроцессорных и мехатронных систем (на базе АО «Конструкторское бюро приборотроения им. Академика А.Г. Шипунова») | просп. Ленина, 95 просп. Ленина, 92 |
| Институт прикладной математики и компьютерных наук         | Вычислительная механика и математика Вычислительная техника Информационная безопасность Прикладная математика и информатика | просп. Ленина, 92 ул. Агеева, 1Б    |
| Институт горного дела и строительства                      | Геоинженерия и кадастр Городское строительство, архитектура и дизайн Механика материалов Санитарно-технические системы Строительство, строительные материалы и конструкции Охрана труда и окружающей среды Экспертно-конструкторское бюро Отраслевая научно-исследовательская лаборатория организации и экономики строительства Лаборатория строительных материалов | ул. Болдина, 153 просп. Ленина, 92  |
| Политехнический институт                                   | Инструментальные и метрологические системы Машиностроение и материаловедение Механика и процессы пластического формоизменения Промышленная автоматика и робототехника Технология машиностроения Транспортно-технологические машины и процессы Электро- и нанотехнологии | просп. Ленина, 84                   |
| Естественно-научный институт                               | Биология Биотехнология Начертательная геометрия, инженерная и компьютерная графика Физика Химия. Межкафедральная лаборатория «Экобиотехнология» | просп. Ленина, 92                   |
| Институт педагогики, физической культуры, спорта и туризма | Теория и методика образования Туризм и индустрия гостеприимства Физическое воспитание и спорт Физкультурно-оздоровительные технологии | ул. Болдина, 128                    |
| Институт права и управления                                | Государственное и административное право Государственное управление и внешнеэкономическая деятельность Гражданское и предпринимательское право История государства и права Правосудие и правоохранительная деятельность Судебная экспертиза и таможенное дело Финансы и менеджмент Студенческая правовая консультация (юридическая клиника) | ул. Фр. Энгельса, 155               |
| Институт гуманитарных и социальных наук                    | Журналистика Иностранный язык Лингвистика и перевод Социология и политология Теология Философия | ул. Болдина, 151                    |
| Медицинский институт                                       | Акушерство и гинекология Анатомия и физиология человека Внутренние болезни Общая патология Онкология Педиатрия Поликлиническая медицина Пропедевтика внутренних болезней Психиатрия, общая и клиническая психология Санитарно-гигиенические и профилактические дисциплины Хирургические болезни Аккредитационно-симуляционный центр Медицинский информационно-аналитический центр | ул. Болдина, 128                    |
| Институт международного образования                        | Общетеоретических дисциплин и русского языка как иностранного | ул. Смидович, 12                    |

В состав ТулГУ входит колледж имени С.И. Мосина. На базе колледжа создан образовательно-производственный центр (кластер) «Машиностроение» (федеральный проект «Профессионалитет), деятельность которого основана на соглашении о партнерстве между Тульской областью, Министерством науки и высшего образования Российской Федерации, ФГБОУ ВО «Тульский государственный университет», обществом с ограниченной ответственностью «ТОР» (холдинг «ТОР» в составе АО «АК «Туламашзавод», ПАО «Императорский Тульский оружейный завод», АО «Тулаточмаш»). 
Для подготовки абитуриентов к поступлению в университете действует факультет довузовской подготовки. 
В состав ТулГУ входят следующие центры:
- Военный учебный центр имени Тульского рабочего полка;
- Инжиниринговый центр «Машины и оборудование для горнодобывающей отрасли»;
- Координационный центр по вопросам формирования у молодежи активной гражданской позиции, предупреждения межнациональных и межконфессиональных конфликтов, противодействия идеологии терроризма и профилактики экстремизма;
- Межуниверситетский научно-технический центр «Композит»;
- Научно-исследовательский центр «БиоХимТех»;
- Центр мониторинга биологических ресурсов;
- Медицинский клинический центр.

Научно-образовательные центры (НОЦ): 
- НОЦ инновационных исследований Института горного дела и строительства;
- НОЦ «Экология и безопасность»;
- Научно-образовательный и инновационный центр микросистемной техники;
- НОЦ новых медицинских технологий Медицинского института;
- Межкафедральный НОЦ «Новые транспортные и технологические системы»;
- НОЦ «Экобиотехнология».

## Инфраструктура
- Кампус ТулГУ
- Спортивно-оздоровительная инфраструктура.
- Физкультурно-оздоровительный центр
- Физкультурно-оздоровительный комплекс
- Стадион «Студенческий»,
- Стадион «Буревестник»
- Учебно-оздоровительный комплекс «Политехник»
- БиоХимТехЦентр
- Студия карьеры
- Стартап-студия

## Образовательный процесс
Университет готовит дипломированных специалистов по 150 направлениям и специальностям оборонно-технического, технологического, горно-строительного, компьютерно-информационного, естественнонаучного, экономического, правового, социально-гуманитарного и медицинского профилей. Подготовку ведут более 1200 преподавателей.

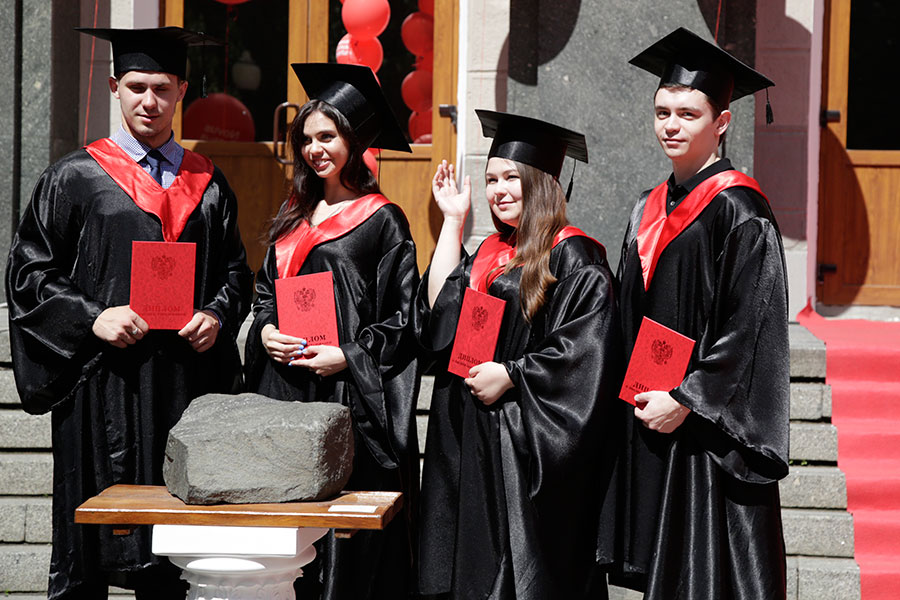
Церемония вручения дипломов с отличием выпускникам магистратуры Тульского государственного университета в 2016 году

В 2007 году представители ТулГУ стали лауреатами премии Правительства РФ в области образования.
В 2008 году ректору ТулГУ Михаилу Грязеву и проректору по научной работе Владимиру Кухарю была вручена премия Правительства России в области науки и техники за 2008 год.

## Научная и инновационная деятельность
Научные исследования в ТулГУ ведутся по более чем 70 направлениям научных исследований. Сформированы научные школы:
- перспективные приборы и системы ориентации, стабилизации и навигации, оптико — электронные приборы и системы;
- неупругие явления в металлах и сплавах;
- мотивационно-стратегическое управление экономическими ресурсами предприятий, организаций и территорий;
- медицинские технологии в системе управления функционированием организма человека[12].

В ТулГУ работает 16 докторских и 4 кандидатских диссертационных советов по 37 научным специальностям. Ежегодно в университете защищается 12—15 докторских и 80—100 кандидатских диссертаций.

### Инновационно-технологический центр

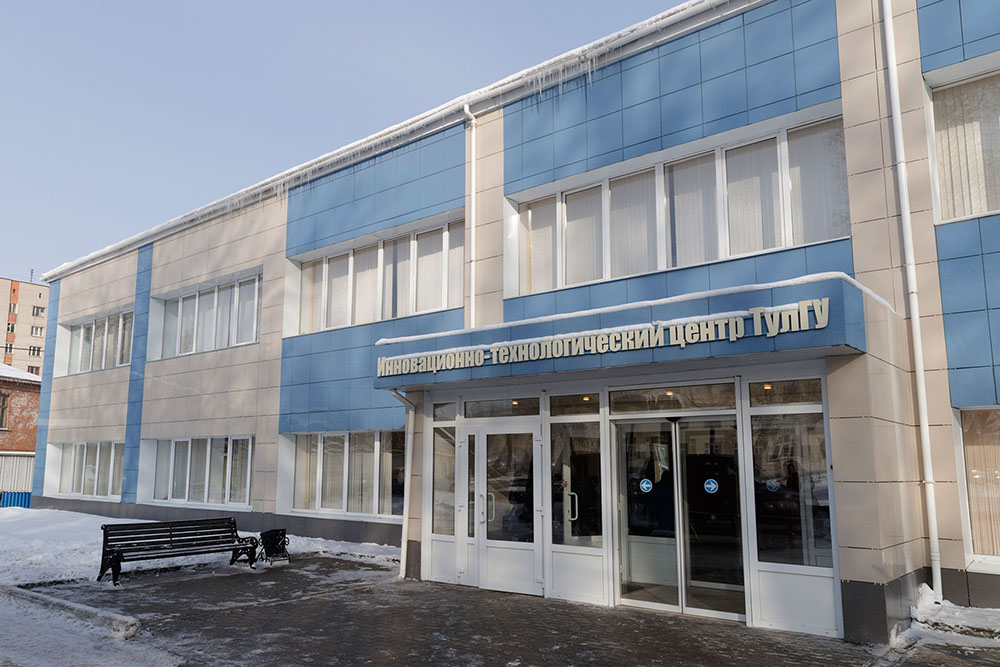
Инновационно-технологический центр ТулГУ

В 2014 году в Тульском государственном университете открылся инновационно-технологический центр, где были размещены созданные при вузе: Инновационный бизнес-инкубатор, Испытательно-лабораторный центр, Инжиниринговый центр, Центр экспертизы, сертификации и аттестации, Региональный центр инновационного консалтинга, Центр коллективного пользования, Центр оценки и охраны результатов интеллектуальной деятельности, Молодёжная исследовательская лаборатория и Региональный учебно-методический центр повышения квалификации.
В инновационном бизнес-инкубаторе функционируют 12 предприятий: ООО «Геоника-расчет», ООО «Инновационные информационные системы», ООО «ПАТЕНТ при Тульском государственном университете», ООО «Испытательно-лабораторный центр ТулГУ», ООО «Высокотехнологичное производство ТулГУ», ООО «Экобиохем», ООО «СервисСофт Инжиниринг ТулГУ», ООО «Инновационные технологии и концепции», ООО Научное предприятие «Энергоэффективность, ресурсосбережение и экология», ОOO «Новые технологии» Тульского государственного университета, ООО «Центр инновационных физкультурно-спортивных технологий ТулГУ» и ООО «ЭкоГеоТехнологии».
Испытательный лабораторный центр ТулГУ (ИЛЦ).
Центр коллективного пользования оборудованием ТулГУ (ЦКП).

### Научные журналы
В университете издаются два научных журнала. «Известия Тульского государственного университета» являются многопрофильными рецензируемыми периодическими печатными изданиями, зарегистрированы в качестве СМИ, а также в Международном центре ISSN в Париже. Первый выпуск издания был опубликован в 2000 году. В дальнейшем издание преобразовалось в отдельные сборники, включающие в себя наиболее важные для университета научные направления: «Гуманитарные науки», «Естественные науки», «Технические науки», «Экономические и юридические науки», «Науки о Земле», «Физическая культура. Спорт» и «Педагогика». Пять из семи сборников «Известий ТулГУ» входят в перечень Высшей аттестационной комиссии при Министерстве науки и высшего образования России. Издание сотрудничает с авторскими коллективами университетов России, в частности Воронежа, Москвы, Мурманска, Набережных Челнов, Орла и Санкт-Петербурга, с учёными из Беларуси, Ирака и Китая.
Журнал «Вестник новых медицинских технологий».
Проект «Диссернет» относит «Известия ТулГУ» и «Вестник новых медицинских технологий» к журналам со значительными нарушениями, признаками которых являются наличие главных редакторов, членов редколлегии или совета, причастных к некорректным защитам или публикациям, высокий индекс накрутки цитирования, тиражирование множественных публикаций, публикация статей с загадочным авторством, публикация статей с неоформленными заимствованиями и т.д.

## Международное сотрудничество
Вуз по академическим и научным направлениям связан с организациями более чем 20 государств, в том числе с университетами США, Великобритании, Германии, Венгрии, Чехии, Китая, Польши.
Первые иностранцы начали учиться в ТулГУ в 1962 году, когда в Тульский политехнический институт прибыла первая группа учащихся из Болгарской Народной Республики. В настоящее время в ТулГУ обучается 1175 иностранных гражданин из 70 стран мира. Большинство — из стран Ближнего Востока, Африки, Юго-Восточной Азии, а также СНГ и Ближнего зарубежья. В контингенте присутствуют студенты из стран Европы (Болгария, Латвия, Португалия, Хорватия, Эстония). Очно проходят обучение 749 иностранца, из них: из Ближнего зарубежья — 342 чел., из Дальнего — 407 чел. В рамках квоты Правительства РФ обучаются — 326 иностранцев.

## Социальная сфера

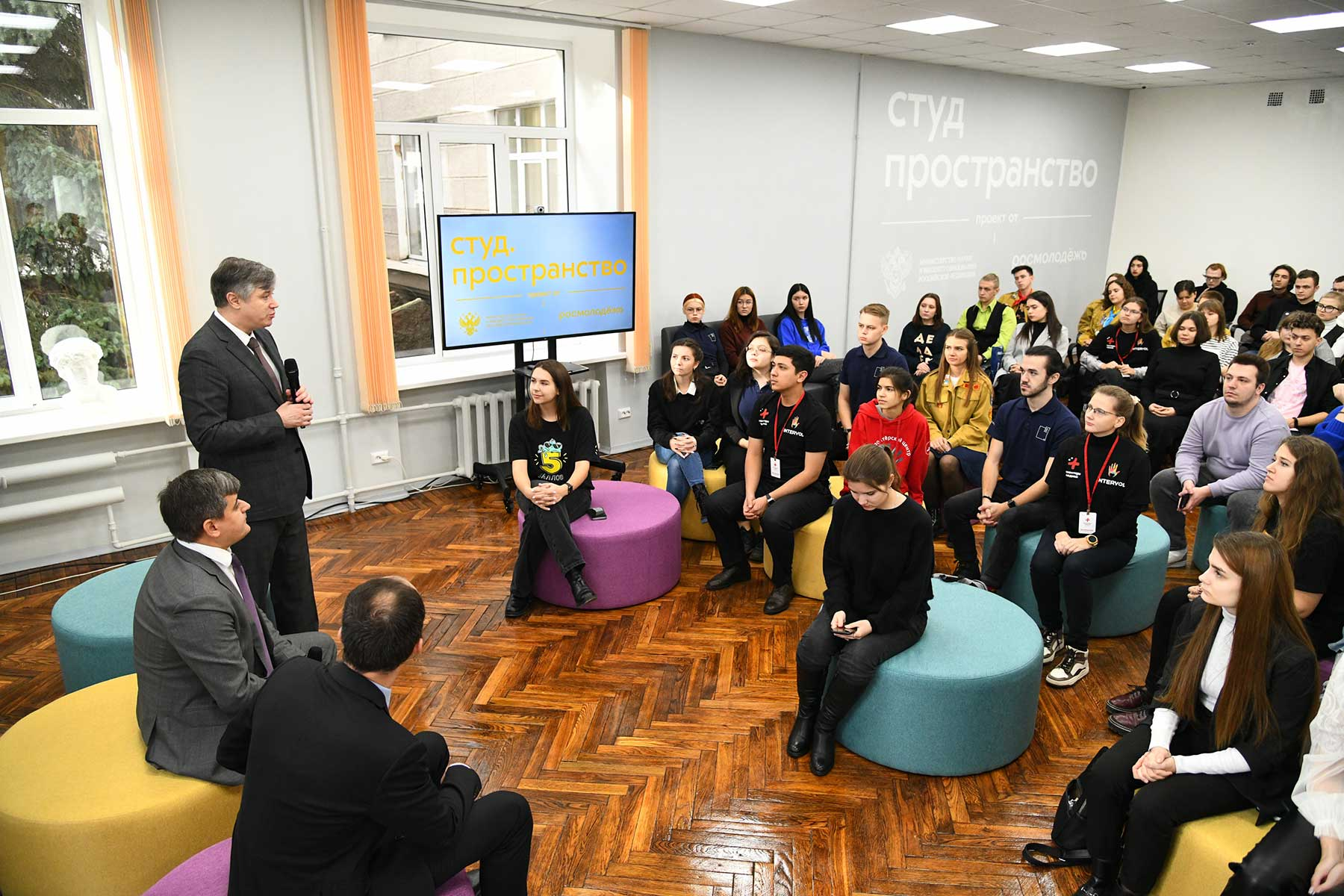
Коворкинг-пространство «Студенческая проектная мастерская» в ТулГУ

Вуз располагает сетью общежитий, спортивными корпусами, действуют поликлиника, единственный в России университетский детский сад, столовая, загородные базы отдыха.
При вузе функционирует санаторий-профилакторий и летний оздоровительный комплекс на Оке. В 2003 году при кафедре пропедевтики внутренних болезней медицинского факультета Центр здоровья ТулГУ, где проводится тестирование студентов на диагностическом оборудовании (артериальное давление, частота сердечных сокращений, пробы Генча, длительности индивидуальной минуты). Реабилитация студентов проводится малогрупповым или индивидуальным методом (магнито-инфракрасно-лазерная терапия, физические упражнения, музыко- и ароматерапия).

## Ректоры
- С 1930 по 1933 гг. – Вячеслав Гергиевич Шепетев;
- с 1933 по 1935 гг. – Сергей Михайлович Белов;
- с 1935 по 1939 гг. – Петр Сергеевич Коваленко;
- с 1939 по 1943 гг. – Петр Викторович Пудовеев;
- с 1943 по 1954 гг. – Александр Михайлович Тененчук;
- с 1956 по 1963 гг. – Сергей Семёнович Петрухин;
- с 1963 по 1964 гг. – Виталий Георгиевич Шорин;
- с 1964 по 1970 гг. – Глеб Павлович Ананьин;
- с 1970 по 1979 гг. – Федор Владимирович Седыкин;
- с 1979 по 2006 гг. – Эдуард Михайлович Соколов;
- с 2006 по 2021 гг. – Михаил Васильевич Грязев;
- с 2022 года по наст.вр. – Олег Александрович Кравченко.

## Профессорско-преподатавельский состав ТулГУ
Подготовку ведут более 1200 высококвалифицированных преподавателей, среди которых 237 докторов наук, профессоров и 717 кандидатов наук, доцентов. Доля профессорско-преподавательского состава в возрасте до 39 лет – 26 %.